# کاوینگتون (تگزاس)
کاوینگتون، تگزاس(به انگلیسی: Covington, Texas) شهری در ایالت تگزاس از ایالات جنوبی ایالات متحده آمریکا است. در سرشماری سال ۲۰۰۰، جمعیت این شهر ۲۸۲ نفر اعلام شد.